# Dmitri Sitxov
Dmitri Ievguénievitx Sitxov - Дмитрий Евгеньевич Сычёв (rus) - (26 d'octubre de 1983, Omsk, RSS de Rússia) és un futbolista rus. Format al FC Spartak Tambov, actualment juga de davanter al Lokomotiv de Moscou de la Primera Divisió russa.

## Palmarès

### Club
Lokomotiv de Moscou
- Lliga russa (1): 2004
- Supercopa russa (1): 2005
- Copa de la Comunitat d'Estats Independents (1): 2005
- Copa russa (1): 2006-07

### Selecció
Rússia
- Tercer al Campionat d'Europa de 2008